# Boom! Studios
Boom! Studios (стилизовано как BOOM! Studios) — издательство комиксов, располагающееся в Лос-Анджелесе (Калифорния).

## История
Основано в 2005 году Россом Ричи и Эндрю Косби. В июле 2007 года главным редактором становится Марк Уэйд. За своё существование издательство работало с такими компаниями как 20th Century Fox, Disney, Cartoon Network, MGM, Peanuts Worldwide, Paws, The Jim Henson Company и Netflix. В июне 2017 года 20th Century Fox приобрела миноритарный пакет акций Boom! Studios стоимостью 10 миллионов долларов. Disney унаследовал долю в Boom! Studios после приобретения 21st Century Fox.

## Импринты
Boom! Studios имеет следующие импринты:
- KaBoom!
- Boom! Box
- Boom! Town
- Archaia